# Ectocotyla multitesticulata
Ectocotyla multitesticulata är en plattmaskart som beskrevs av Fleming och Burt 1978. Ectocotyla multitesticulata ingår i släktet Ectocotyla och familjen Monocelididae. Inga underarter finns listade i Catalogue of Life.